# Élections régionales de 2019 au Piémont
Les élections régionales de 2019 au Piémont (en italien : Elezioni regionali in Piemonte del 2019) se tiennent le dimanche 26 mai 2019 afin d'élire le président et les 50 autres membres de la XIe législature du conseil régional du Piémont.

## Système électoral
Le Conseil et son président sont élus simultanément pour des mandats de cinq ans. Ce dernier est élu au scrutin uninominal majoritaire à un tour tandis que 49 sièges composant le Conseil sont pourvus selon un système mixte. Pour 39 d'entre eux, le scrutin utilisée est proportionnel plurinominal avec listes ouvertes et répartition des sièges selon la méthode du plus fort reste à toutes les listes ayant franchi le seuil électoral de 3 %. Les électeurs ont la possibilité d'effectuer un vote préférentiel pour l'un des candidats de la liste pour laquelle ils votent, afin de faire monter sa place dans celle-ci. La province de la capitale régionale, Turin, représente à elle seule 21 de ces 39 sièges. Les 10 sièges restants sont quant à eux pourvus au Scrutin majoritaire plurinominal avec listes fermées, et attribués à la liste du candidat vainqueur de la présidence, donnant au scrutin une tendance majoritaire. Enfin, le président élu ainsi que le candidat arrivé à la seconde place de l'élection pour la présidence sont membres à part entière du conseil, ce qui porte le nombre de ses membres à un total de 51.

### Répartition des sièges
| Provinces                                      | Sièges | +/-           |  |
| Alexandrie                                     | 4      | en stagnation |  |
| Asti                                           | 1      | en stagnation |  |
| Biella                                         | 1      | en stagnation |  |
| Coni                                           | 6      | en stagnation |  |
| Novare                                         | 3      | en stagnation |  |
| Turin                                          | 22     | en stagnation |  |
| Verbano-Cusio-Ossola                           | 1      | en stagnation |  |
| Verceil                                        | 1      | en stagnation |  |
| Candidats à la présidence et prime majoritaire | 12     | en stagnation |  |
| Total                                          | 51     | en stagnation |  |

## Résultats
|                        |                         |            |            |                      |                                              |                               |           |         |         |               |               |       |
| Présidence             | Présidence              | Présidence | Présidence | Présidence           | Conseil                                      | Conseil                       | Conseil   | Conseil | Conseil | Conseil       | Conseil       | Total |
| Candidats              | Candidats               | Votes      | %          | Élus                 | Partis                                       | Partis                        | Votes     | %       | +/-     | Sièges        | +/-           | Total |
|                        | Alberto Cirio (FI)      | 1 091 814  | 49,86      | 11                   |                                              | Ligue (Lega)                  | 712 703   | 37,11   | 29,83   | 17            | 15            |       |
|                        | Alberto Cirio (FI)      | 1 091 814  | 49,86      | 11                   | Forza Italia (FI)                            | 161 137                       | 8,39      | 7,15    | 3       | 4             |               |       |
|                        | Alberto Cirio (FI)      | 1 091 814  | 49,86      | 11                   | Frères d'Italie (FdI)                        | 105 410                       | 5,49      | 1,75    | 2       | 1             |               |       |
|                        | Alberto Cirio (FI)      | 1 091 814  | 49,86      | 11                   | Oui à la liaison Lyon-Turin - Piémont à cœur | 27 072                        | 1,41      | Nv.     | —       | en stagnation |               |       |
|                        | Alberto Cirio (FI)      | 1 091 814  | 49,86      | 11                   | Union de centre (UdC)                        | 22 179                        | 1,15      | 1,37    | —       | en stagnation |               |       |
| Total Centre-droit     | Total Centre-droit      | 1 091 814  | 49,86      | 11                   | 1 028 501                                    | 53,55                         | 28,94     | 22      | 14      | 33            |               |       |
|                        | Sergio Chiamparino (PD) | 783 805    | 35,80      | 1                    |                                              | Parti démocrate (PD)          | 43 090    | 22,44   | 13,73   | 9             | 8             |       |
|                        | Sergio Chiamparino (PD) | 783 805    | 35,80      | 1                    | Chiamparino pour le Piémont                  | 63 933                        | 3,33      | 1,53    | 1       | 1             |               |       |
|                        | Sergio Chiamparino (PD) | 783 805    | 35,80      | 1                    | Libres, égaux, verts (SI-P-FdV)              | 46 570                        | 2,42      | 0,32    | 1       | 1             |               |       |
|                        | Sergio Chiamparino (PD) | 783 805    | 35,80      | 1                    | Modérés (Mod)                                | 36 125                        | 1,88      | 0,58    | 1       | en stagnation |               |       |
|                        | Sergio Chiamparino (PD) | 783 805    | 35,80      | 1                    | +Piémont (+P)                                | 34 993                        | 1,82      | Nv.     | —       | en stagnation |               |       |
|                        | Sergio Chiamparino (PD) | 783 805    | 35,80      | 1                    | Démocratie solidaire (DemoS)                 | 15 096                        | 0,79      | Nv.     | —       | en stagnation |               |       |
|                        | Sergio Chiamparino (PD) | 783 805    | 35,80      | 1                    | Piémont en commun (PiC)                      | 11 183                        | 0,58      | Nv.     | —       | en stagnation |               |       |
| Total Centre-gauche    | Total Centre-gauche     | 783 805    | 35,80      | 1                    | 638 802                                      | 33,26                         | 14,53     | 12      | 10      | 13            |               |       |
|                        | Giorgio Bertola         | 298 086    | 13,61      | —                    |                                              | Mouvement 5 étoiles (M5S)     | 241 014   | 12,55   | 7,80    | 5             | 3             | 5     |
|                        | Valter Boero            | 15 935     | 0,73       | —                    |                                              | Le Peuple de la famille (PdF) | 12 259    | 0,64    | Nv.     | 0             | en stagnation | 0     |
|                        |                         |            |            |                      |                                              |                               |           |         |         |               |               |       |
| Votes valides          | Votes valides           | 2 189 640  | 95,60      |                      | Votes valides                                | Votes valides                 | 1 920 576 | 83,86   |         |               |               |       |
| Votes blancs et nuls   | Votes blancs et nuls    | 100 721    | 4,40       | Votes blancs et nuls | Votes blancs et nuls                         | 369 785                       | 16,14     |         |         |               |               |       |
| Total candidats        | Total candidats         | 2 290 361  | 100        | 12                   | Total partis                                 | Total partis                  | 2 290 361 | 100     | -       | 39            | en stagnation | 51    |
| Abstentions            | Abstentions             | 1 325 830  | 36,66      |                      |                                              |                               |           |         |         |               |               |       |
| Inscrits/Participation | Inscrits/Participation  | 3 616 191  | 63,34      |                      |                                              |                               |           |         |         |               |               |       |